# V439 Большого Пса
V439 Большого Пса (лат. V439 Canis Majoris) — двойная затменная переменная звезда типа W Большой Медведицы (EW) в созвездии Большого Пса на расстоянии приблизительно 1339 световых лет (около 411 парсеков) от Солнца. Видимая звёздная величина звезды — от +13,8m до +13,1m. Орбитальный период — около 0,2826 суток (6,7833 часов).